# Damien Vigroux
Damien Vigroux (ur. 19 kwietnia 1972) – francuski snowboardzista. Nie startował na igrzyskach olimpijskich. Na mistrzostwach świata jego najlepszym wynikiem jest 4. miejsce w gigancie na mistrzostwach w Lienzu. Najlepsze wyniki w Pucharze Świata osiągnął w sezonie 1994/1995, kiedy to był piąty w klasyfikacji giganta, a w klasyfikacji PAR był ósmy.
W 1999 r. zakończył karierę.

## Sukcesy

### Mistrzostwa Świata
| Miejsce | Dzień       | Rok  | Miejscowość | Konkurencja       | Zwycięzca         |
| ------- | ----------- | ---- | ----------- | ----------------- | ----------------- |
| 4.      | 27 stycznia | 1996 | Lienz       | Gigant            | Jeff Greenwood    |
| 5.      | 28 stycznia | 1996 | Lienz       | Slalom równoległy | Ivo Rudiferia     |
| 24.     | 23 stycznia | 1997 | San Candido | Slalom            | Bernd Kroschewski |
| 44.     | 25 stycznia | 1997 | San Candido | Slalom równoległy | Mike Jacoby       |

### Puchar Świata

#### Miejsca w klasyfikacji generalnej
- 1994/1995 - -
- 1995/1996 - 20.
- 1996/1997 - 60.
- 1997/1998 - 89.

#### Miejsca na podium
1. Pitztal – 5 grudnia 1994 (Gigant) - 3. miejsce
2. Les Deux Alpes – 14 stycznia 1995 (Slalom równoległy) - 1. miejsce
3. Calgary – 23 lutego 1995 (Gigant) - 2. miejsce